# Marian Buczek (duchowny)
Marian Buczek (ur. 14 marca 1953 w Cieszanowie) – polski duchowny rzymskokatolicki, biskup pomocniczy lwowski w latach 2002–2007, biskup koadiutor charkowsko-zaporoski w latach 2007–2009, biskup diecezjalny charkowsko-zaporoski w latach 2009–2014, od 2014 biskup senior diecezji charkowsko-zaporoskiej.

## Życiorys
W latach 1973–1979 studiował w Wyższym Seminarium Duchownym w Przemyślu. Święcenia kapłańskie otrzymał 16 czerwca 1979 z rąk biskupa Mariana Rechowicza.
Po święceniach został notariuszem kurii w Lubaczowie. W latach 1984–1991 był sekretarzem ówczesnego administratora apostolskiego w Lubaczowie, biskupa Mariana Jaworskiego. W latach 1988–1991 był wicekanclerzem kurii w Lubaczowie, a potem kanclerzem kurii we Lwowie. 28 lutego 1998 został sekretarzem Konferencji Episkopatu Ukrainy.
4 maja 2002 został mianowany przez papieża Jana Pawła II biskupem pomocniczym archidiecezji lwowskiej i biskupem tytularnym Febiany. 20 czerwca 2002 otrzymał w katedrze lwowskiej sakrę biskupią z rąk kardynała Mariana Jaworskiego.
16 lipca 2007 został mianowany przez papieża Benedykta XVI biskupem koadiutorem diecezji charkowsko-zaporoskiej. 19 marca 2009 został biskupem diecezjalnym tej diecezji, zastępując jej pierwszego ordynariusza Stanisława Padewskiego. 12 kwietnia 2014 papież Franciszek przyjął jego rezygnację z obowiązków biskupa diecezjalnego.
W 2009 został odznaczony ukraińskim Orderem „Za zasługi” trzeciego stopnia.